# Пазенко, Егор Станиславович
Его́р Станисла́вович Пазе́нко (род. 25 февраля 1972, Симферополь, Крымская область, Украинская ССР, СССР) — российский актёр театра и кино.

## Биография
Родился 25 февраля 1972 года в городе Симферополе, в актёрской семье. 
Отец — актёр Станислав Фёдорович Пазенко (род. 25 марта 1942), заочно закончил ГИТИС в Москве. 
Мать — Маргарита Георгиевна Бондарева (29 августа 1937—16 февраля 2020), театральная актриса.
Дядя — Анатолий Фёдорович Пазенко (1934—2008)
Сестра — Елена Станиславовна (род. 17 августа 1958)
В 1993 году окончил актёрский факультет Школы-студии МХАТ (руководитель курса — Авангард Николаевич Леонтьев).

## Личная жизнь

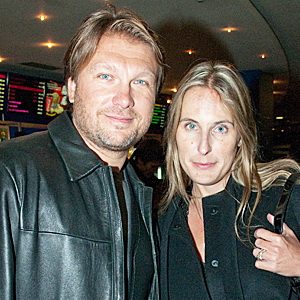
Егор Пазенко и его жена Алёна Сидоренко на премьере фильма «Гарри Поттер: Начало конца»,
23 ноября 2010 года.

Актёр женат на Алёне Сидоренко (она стала его директором). Пара воспитывает двоих детей от первого брака Алёны — Анастасию и Никиту.

### Дети
От первого брака с Юлией Альбертовной Прохоровой у Егора есть сын — Степан Егорович Пазенко (род. 17 мая 1995). В 2013 году у Алёны с Егором родилась дочь Александра.

## Творчество

### Роли в театре

#### Московский Художественный театр имени А. П. Чехова
- «Борис Годунов» А. С. Пушкина. Режиссёр: Олег Ефремов — Рожнов
- «Арена» И. Фридберга. Режиссёр: С. Векслер — Бык
- «Урок женам» (Ж.-Б. Мольер) / Орас (реж. — М. Ефремов
- «Урок мужьям» (Ж.-Б. Мольер) / Нотариус (реж. — М. Ефремов
- «Олень и Шалашовка» (А. Солженицын) / Макар (реж. — О. Ефремов
- «Злодейка, или Крик дельфина» (И. Охлобыстин) / Молодой (реж. — М. Ефремов
- «Гофман» (В. Розов) / Жених (реж. — Н. Скорик
- «Кабала святош» М. А. Булгакова. Режиссёр: Адольф Шапиро — Брат Сила

#### Театральное агентство «БалАст»
- «Наш декамерон». Режиссёр: Роман Виктюк

#### Театриум на Серпуховке п/р Терезы Дуровой
- «Дракон» Евгения Шварца. Режиссёр: Владимир Мирзоев — Ланцелот

### Фильмография
- 1995 — Орёл и решка — охранник Бармакова
- 1996 — Искатели сокровищ — Игорь
- 1997 — Святой — парень
- 1998 — Две луны, три солнца — ОМОНовец
- 2000 — Брат 2 — следователь в отделении милиции, допрашивающий Данилу
- 2000 — Империя под ударом (6 серия «Великая княгиня»)
- 2000 — Хорошие и плохие — Жора
- 2001 — Гражданин начальник (серии № 13, 15) — Гена «Забой», член банды «Рахимыча», бывший донбасский шахтёр (убит Семёном Сергеевичем в поезде в серии № 15)
- 2001 — Львиная доля
- 2001 — Нина. Расплата за любовь
- 2002 — Красный змей — Борис
- 2002 — Ледниковый период
- 2003 — Гололёд — бывший муж
- 2003 — Желанная — певец
- 2003 — Москва. Центральный округ (8 серия «Хрустальный шар»)
- 2003 — Три богатыря
- 2004 — Звездочёт — Пандис
- 2004 — Личный номер — Саулюс Бойкис
- 2004 — 32 декабря
- 2004 — Неравный брак — Максим Стрельцов
- 2005 — Авантюристка (фильм № 4 «Отпуск на тот свет») — Синеглазов
- 2005 — Влюблённый агент. Не оставляйте надежду, маэстро! — Никольский
- 2005 — Гибель империи (9 серия «Лето в Киеве»)
- 2005 — Девочка с Севера — Слава
- 2006 — Девочки
- 2006 — Ангел из Орли — Кристиан Гоше
- 2006 — Кающийся
- 2006 — Меченосец — Альберт
- 2006 — Провинциальные страсти
- 2006 — Сделка — Саша
- 2006—2007 — Гонка за счастьем — Герман, владелец автоклуба
- 2006—2011 — Счастливы вместе — Роберт/Саша, актёр сериала «Любовная любовь»
- 2007 — Форсаж да Винчи — Игорь
- 2007 — Бухта страха — Иван Дергачёв
- 2007 — По закону притяжения — Вадим
- 2007 — Снегурочка для взрослого сына — Константин Петрович
- 2008 — Игра в прятки — Вадим Петрович Соколов
- 2008 — Каменная башка — «Круглый»
- 2008 — Капкан для киллера
- 2008 — Райские птицы — Никита, друг Сергея
- 2008 — Сердцеедки — Гена Степанков
- 2008 — Снег тает не навсегда
- 2009 — Исчезнувшие — Гонта, партизан
- 2009 — Человек, который знал всё — Сергей Юрьевич Немченко
- 2010 — Белое платье — Солнцев, конкурент Валерия
- 2010 — Близкий враг — Алексей Лемешев, полковник
- 2010 — Журов 2 (фильм № 7 «122 сантиметра», серии 13-14) — Юлий Борисович Филимонов, бизнесмен, спонсор ДЮСШ «Колчан» города Задольска
- 2010 — Забава
- 2010 — Настоятель — отец Андрей, настоятель
- 2010 — Последний секрет Мастера — Баян
- 2010 — Прячься! — Сергей
- 2010 — Тайны дворцовых переворотов. Фильм 8.
- 2011 — Настоятель 2 — отец Андрей, настоятель
- 2011 — Сибиряк — Андрей Молотов
- 2012 — Братство десанта — Анатолий Махов
- 2012 — Мой дом — моя крепость — Игорь Вавилов
- 2012 — Свидетельница — Иван Каверин
- 2012 — 1812: Уланская баллада — генерал Уваров
- 2013 — ППС-2 — Александр Дымов
- 2014 — Нереальная любовь — муж Ольги
- 2016 — Безбашенный Ник / Tschiller: Off Duty (Германия) — Борис Голицын
- 2017 — Налёт — Глеб Монахов («Монах»)
- 2023 — НАСТОЯЩИЙ (3 сезона) — Отец Александр, священник
- 2025 — Злые люди — Битюг

## Награды
Общественные награды:
- 2012 — приз «За главную роль» на X Международном православном кинофестивале «Покров» — за роль отца Андрея в к/ф «Настоятель».

Церковные награды:
- 2012 — орден преподобного Нестора Летописца II степени Украинской православной церкви (Московского патриархата) — за церковные заслуги.